# 石座神社 (京都市)
石座神社（いわくらじんじゃ）は、京都市左京区岩倉にある神社。旧社格は村社。

## 歴史

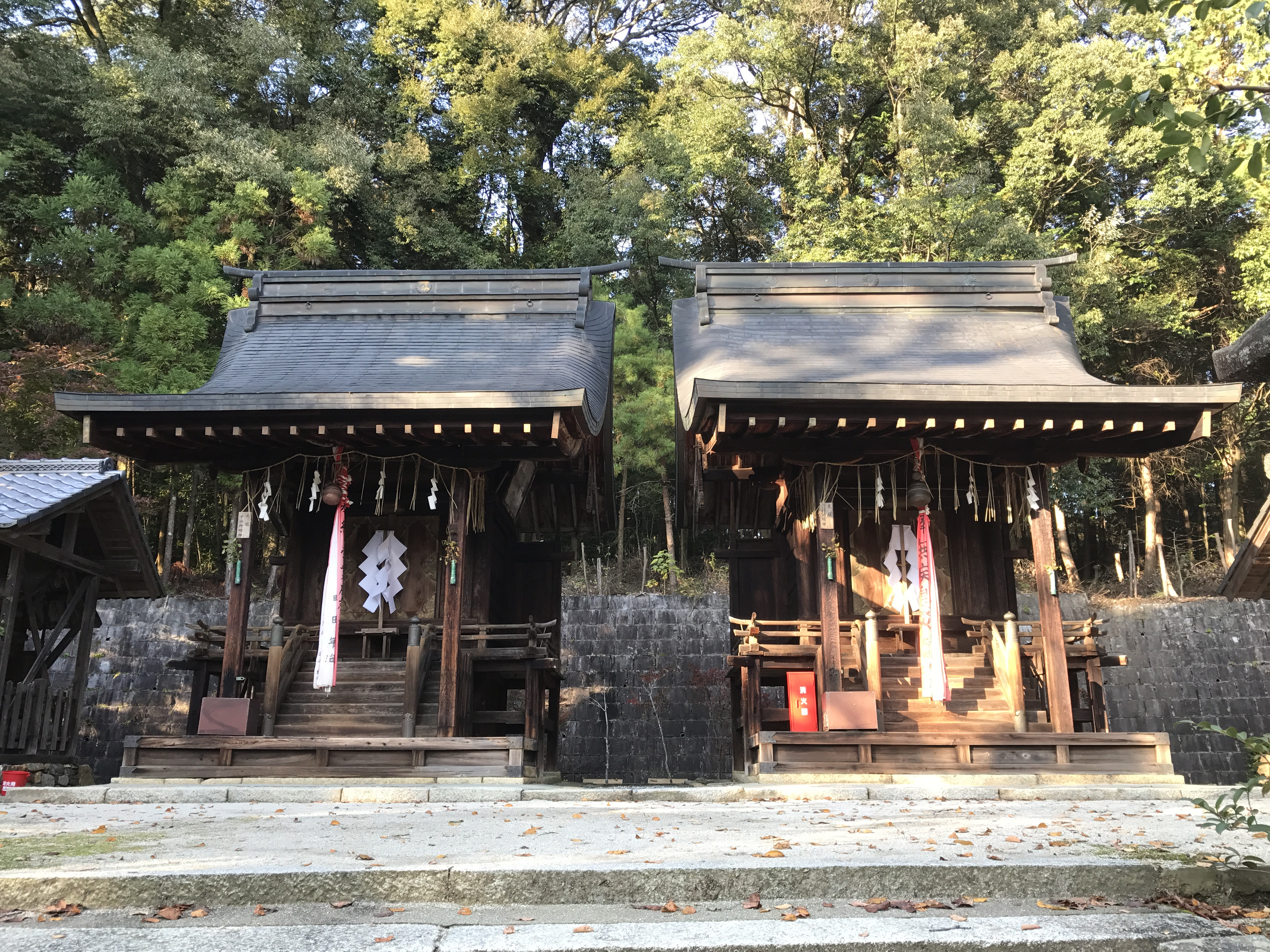
（左）十二所明神・（右）八所明神

創建については明らかでないが、日本三代実録に
とあり、元慶4年（880年）時点で既に岩倉の地に鎮座していたとされ、この地の名称の由来となったとされる。なお、当時の鎮座地は、現在の岩倉西河原町にある石座神社の御旅所である山住神社の地である。山住神社は社殿を持たず、御神体の磐座を崇める古神道の形が今に残っている。
天禄2年（971年）に行われた大雲寺の造営に伴い、石座明神がその鎮守神として、現在地である大雲寺の当時の境内に勧請される。長徳3年（997年）4月18日に神殿が新築され、石座明神と共に、新羅・八幡・山王・春日・住吉・松尾・賀茂の七明神が勧請、合祀され「八所明神」と称した。それに伴い旧来の石座明神社は、八所明神社の御旅所となった。
後に西社が建造されると東社の八所明神に加え、伊勢・平野・貴船・稲荷の四明神が祀られ「十二所明神」と称した。
天文15年（1546年）、細川国慶と当時の岩倉領主山本尚則が大雲寺近辺で交戦し、大雲寺も兵火を被った。その際、鎮守社であった八所・十二所明神の社殿及び古文書を焼失した。その後、天文22年（1553年）に両社が再興され、天正2年（1574年）に両社の社殿も再建された。この社殿は明和3年（1766年）にも改造築され、この時作り変えられた社殿が現存している。
藤原惺窩が天和2年（1682）に記した「北肉魚山行記」には、岩倉村の氏神が「八幡宮」であり、「大雲院（大雲寺）」は「八幡宮寺」の西にあると記載されている。この「八幡宮」および「八幡宮寺」は石座神社のことを指すと考えられる。また大雲院の南に「八幡ノ母公」と称される神社があるとされるが、これは現在の岩倉上蔵町にある元八幡宮のことを指すと思われる。
明治以降、旧来の御旅所が「山住神社（やまずみじんじゃ）」、八所明神社・十二所明神社が「石座神社」と改称された。1877年（明治10年）、現在の岩倉村松町にあたる「正水山」の一言神社が石座神社境内に合祀され、1878年（明治11年）には石座神社裏の「万年岡」にあった福善社が石座神社境内に合祀された。また、村社に列せられている。

## 祭神
- 西殿祭神 - 十二所明神（石座・新羅・八幡・山王・春日・住吉・松尾・賀茂・伊勢・平野・貴船・稲荷）
- 東殿祭神 - 八所明神（石座・新羅・八幡・山王・春日・住吉・松尾・賀茂）

## 境内
- 本殿西殿（京都市登録有形文化財） - 天正2年（1574年）再建。明和3年（1766年）改造築。
- 本殿東殿（京都市登録有形文化財） - 天正2年（1574年）再建。明和3年（1766年）改造築。
- 拝殿
- 社務所
- 西宮座
- 東宮座

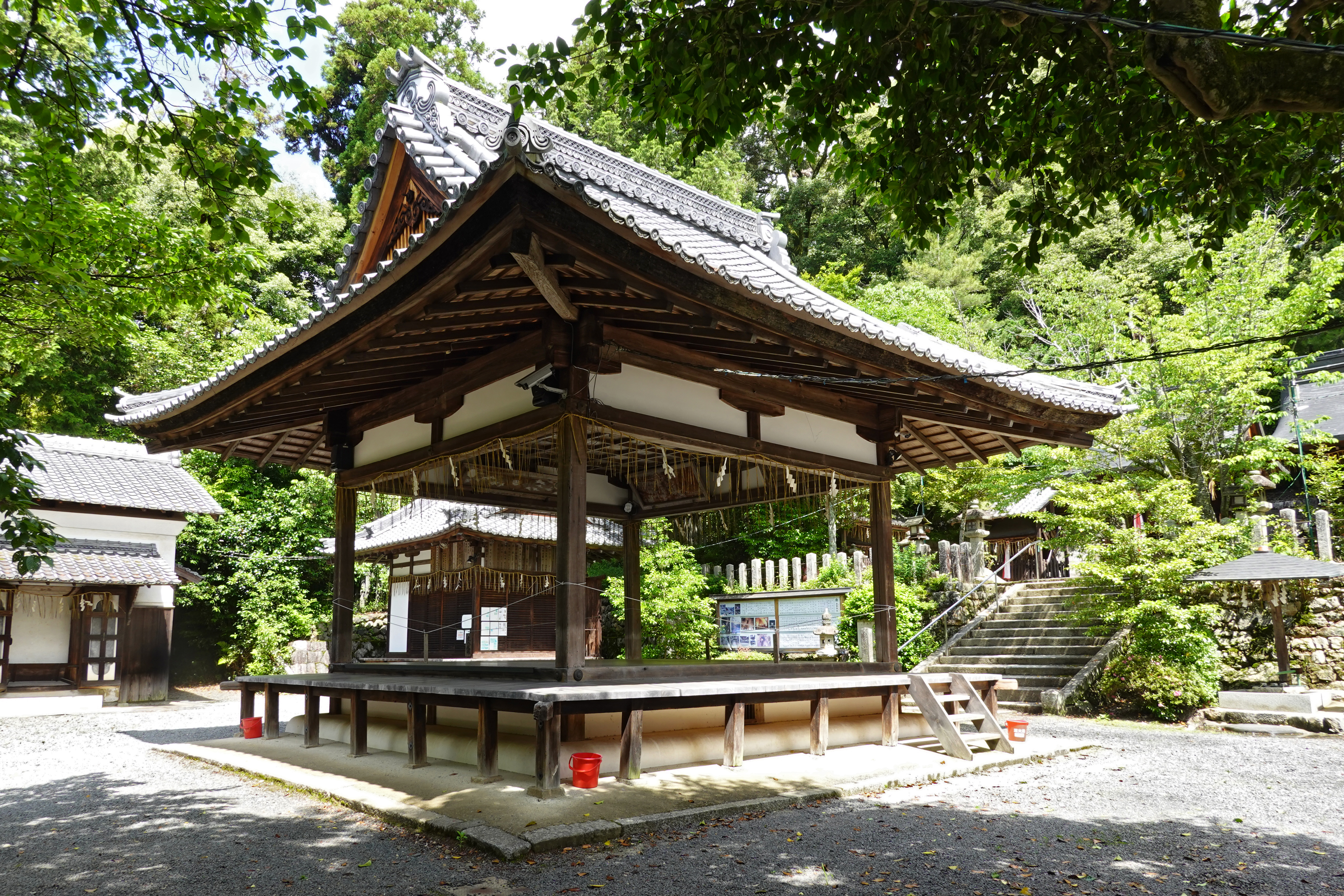
石座神社 拝殿
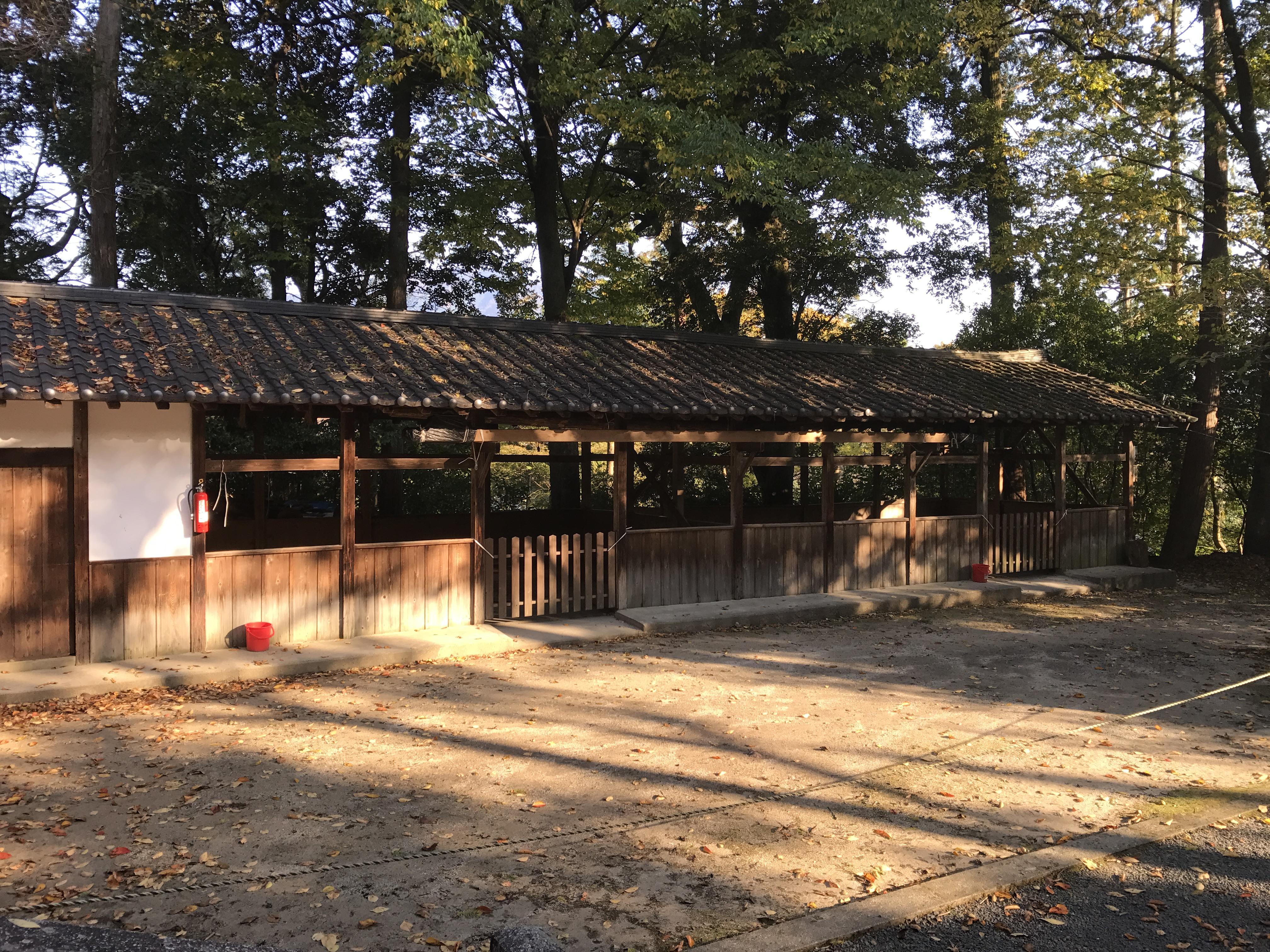
石座神社 宮座（東）
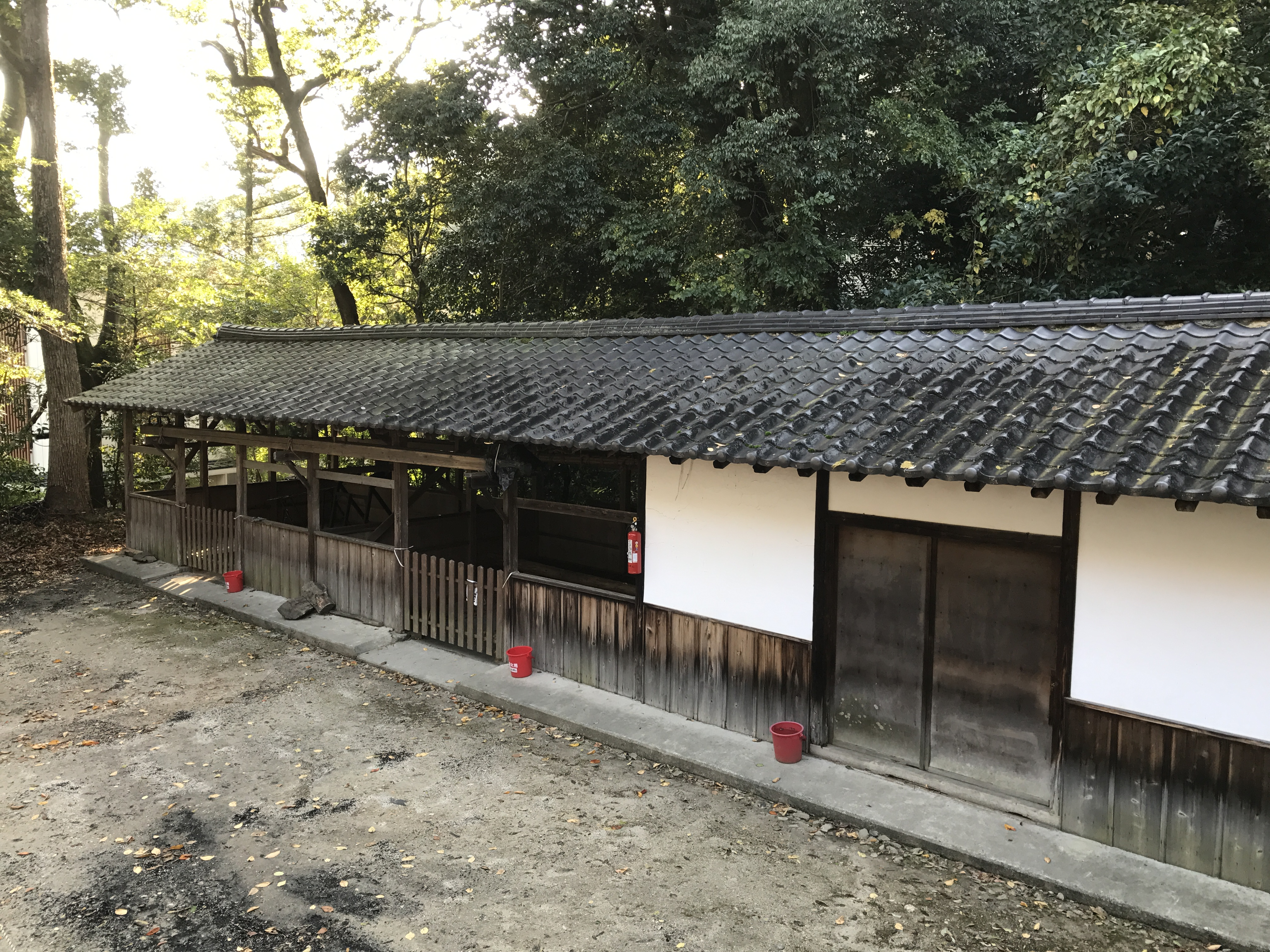
石座神社 宮座（西）
八所明神 擬宝珠（金文に『天文二十年』と記されている。）
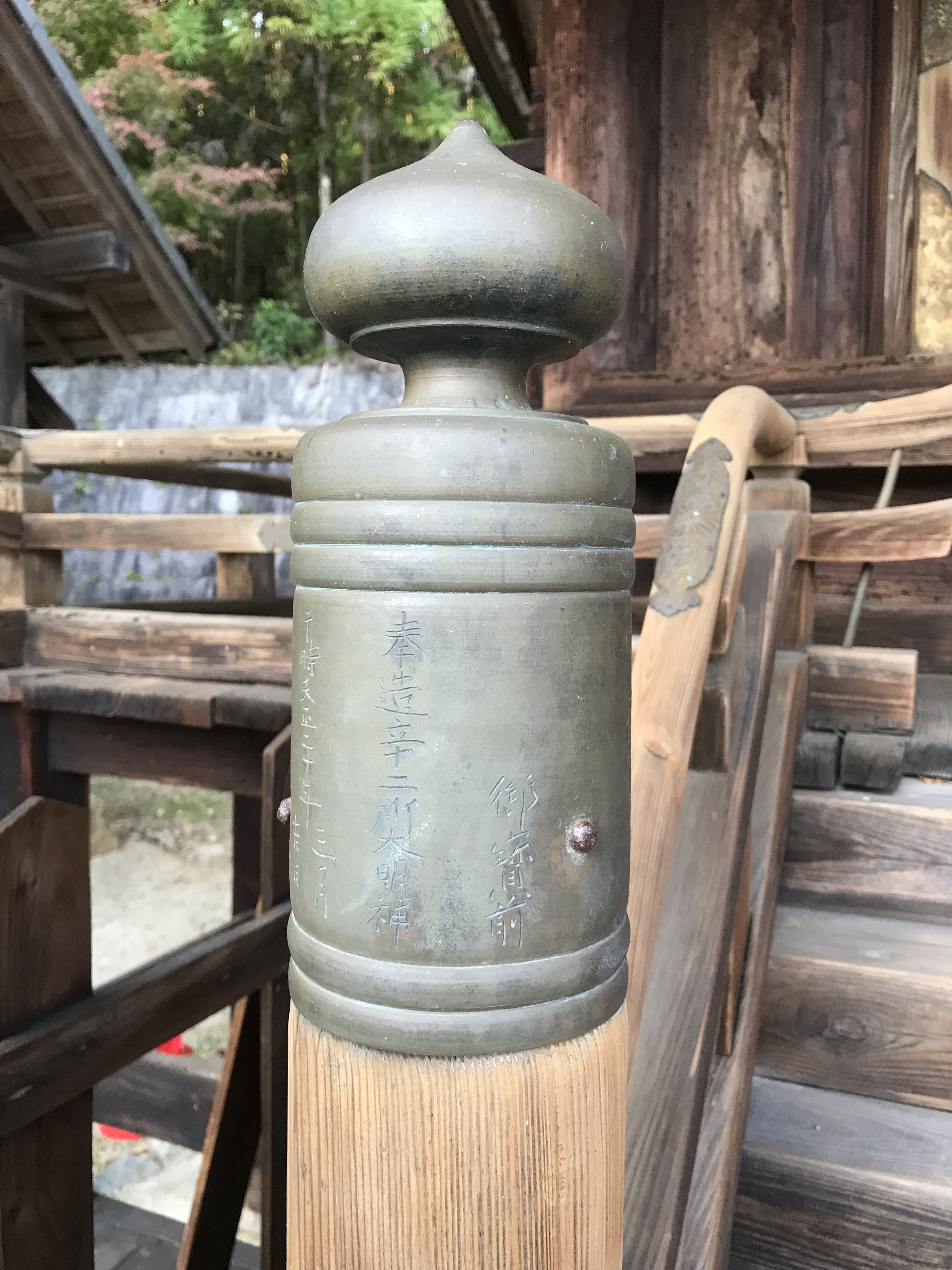
十二所明神 擬宝珠（金文に『天文二十年』と記されている。）

## 摂末社

### 摂社
- 福善社（猿田彦神社） - 祭神：猿田彦命・愛宕神
- 一言神社 - 祭神：一言主神

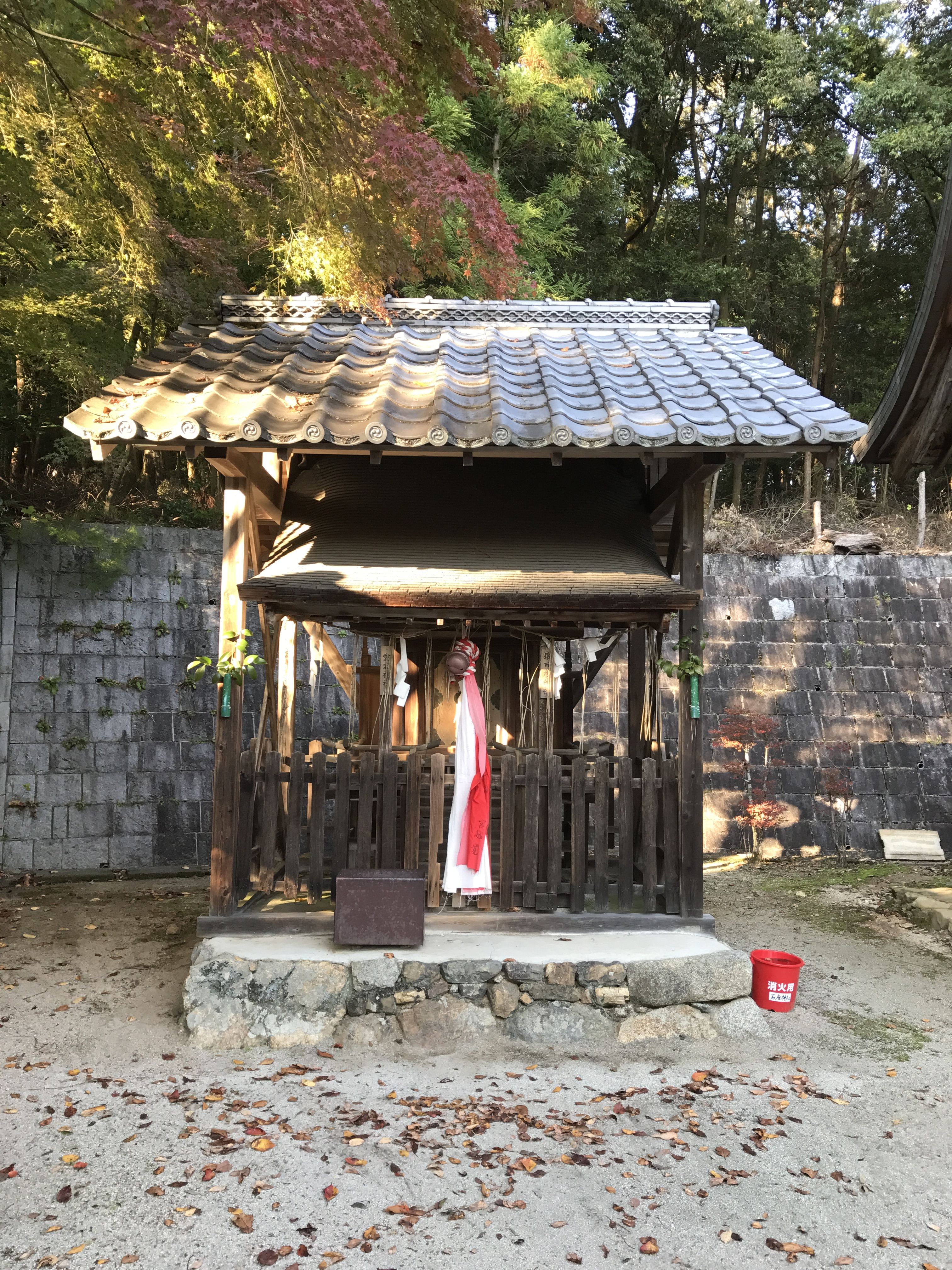
福善社 社殿
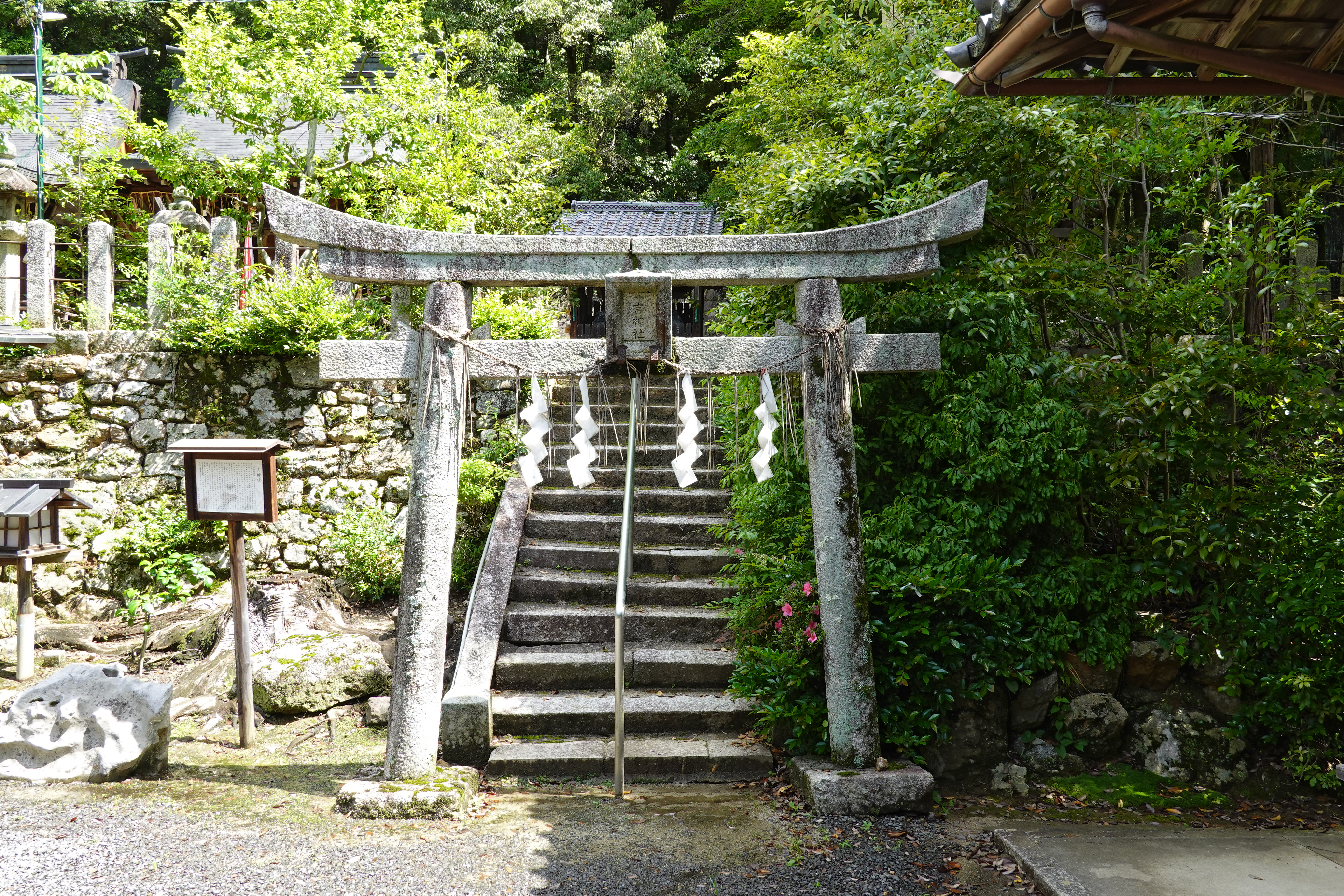
一言神社 鳥居
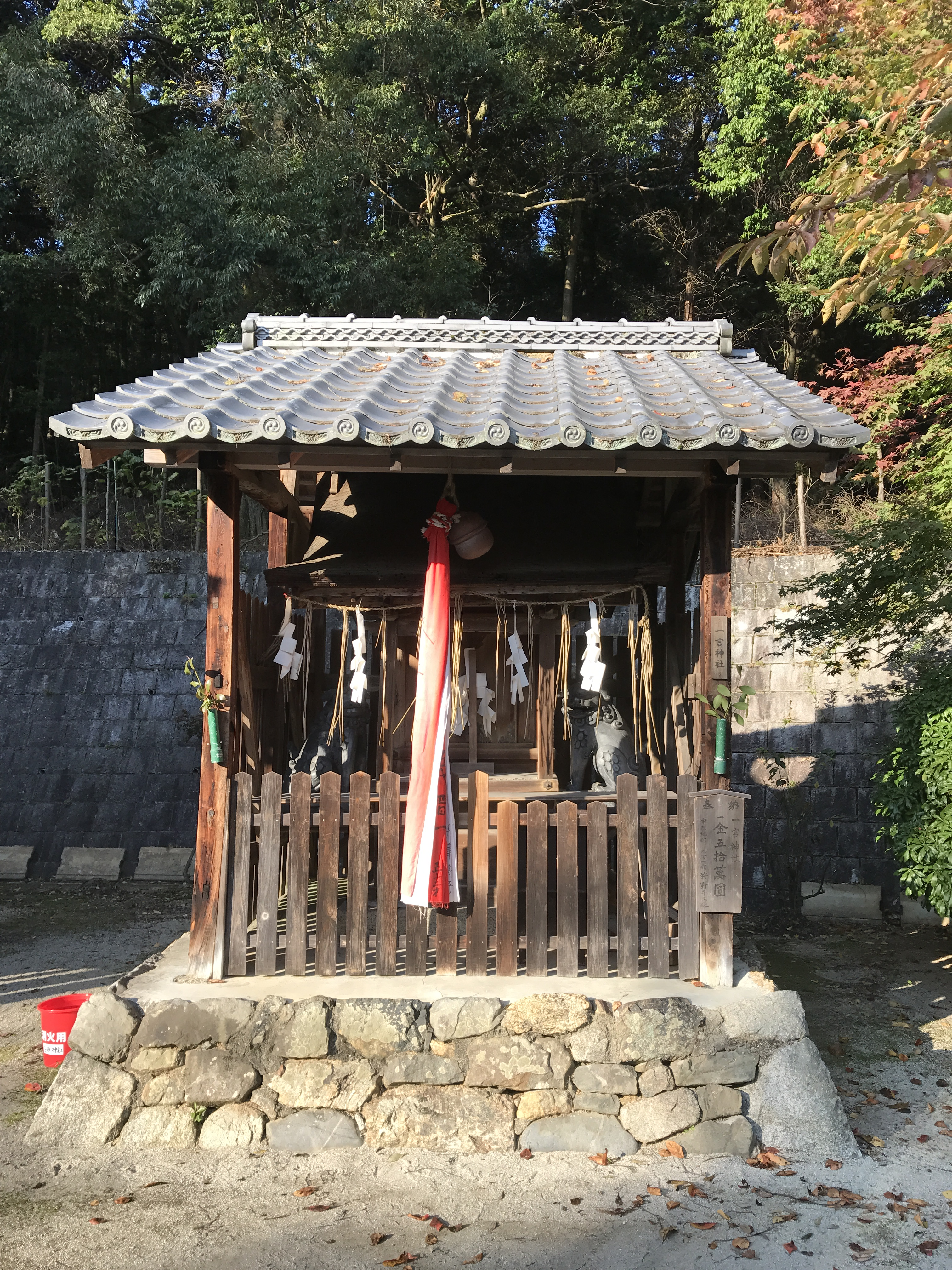
一言神社 社殿

### 末社
- 西末社
  - 稲荷社 - 祭神：稲荷神
  - 鹿島社 - 祭神：武甕槌神
  - 香取社 - 祭神：経津主神
- 東末社
  - 熊野社 - 祭神：熊野神
  - 貴船社 - 祭神：高龗神
  - 出雲社 - 祭神：大国主命

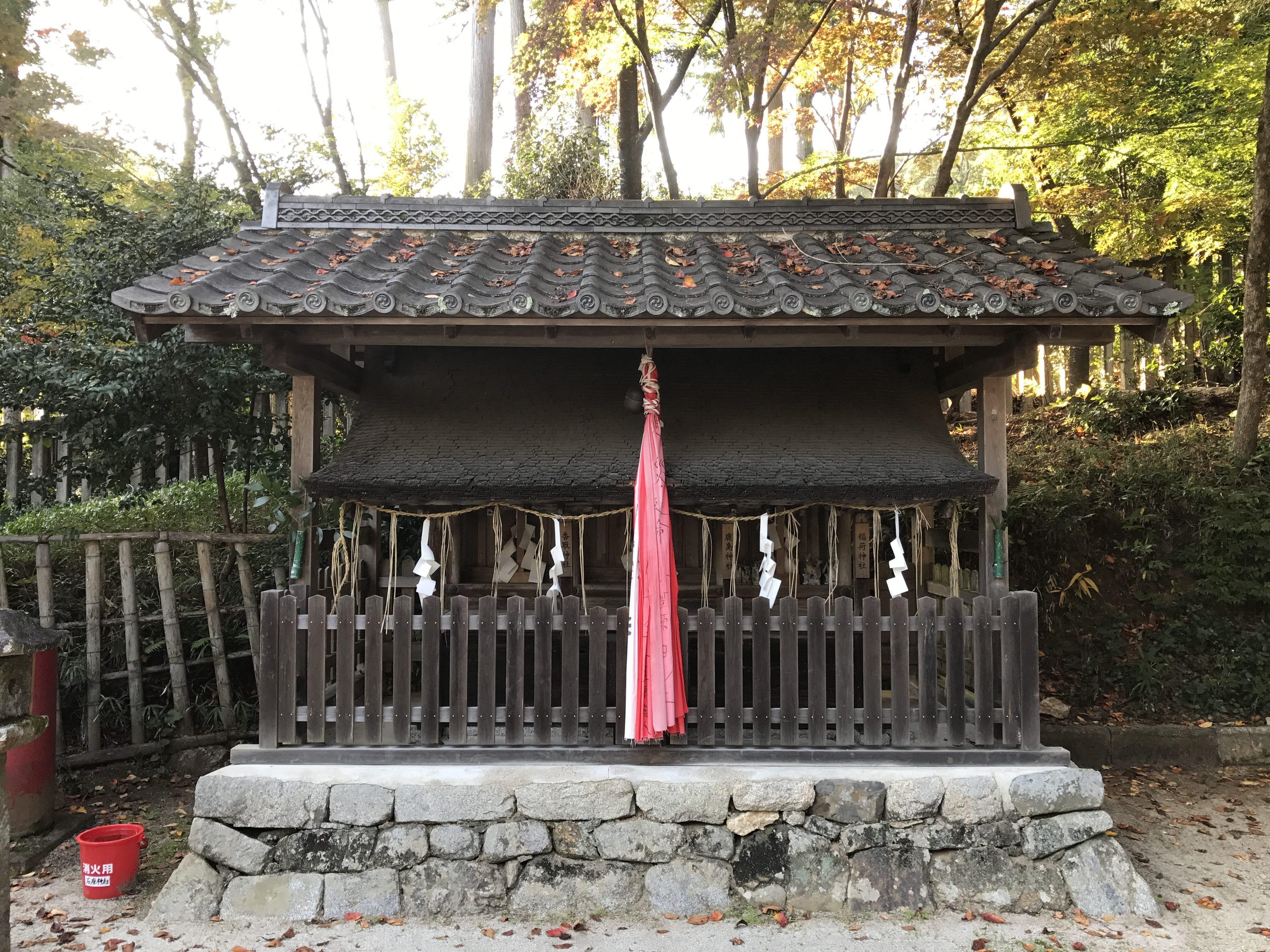
西末社（右から稲荷社・鹿島社・香取社）
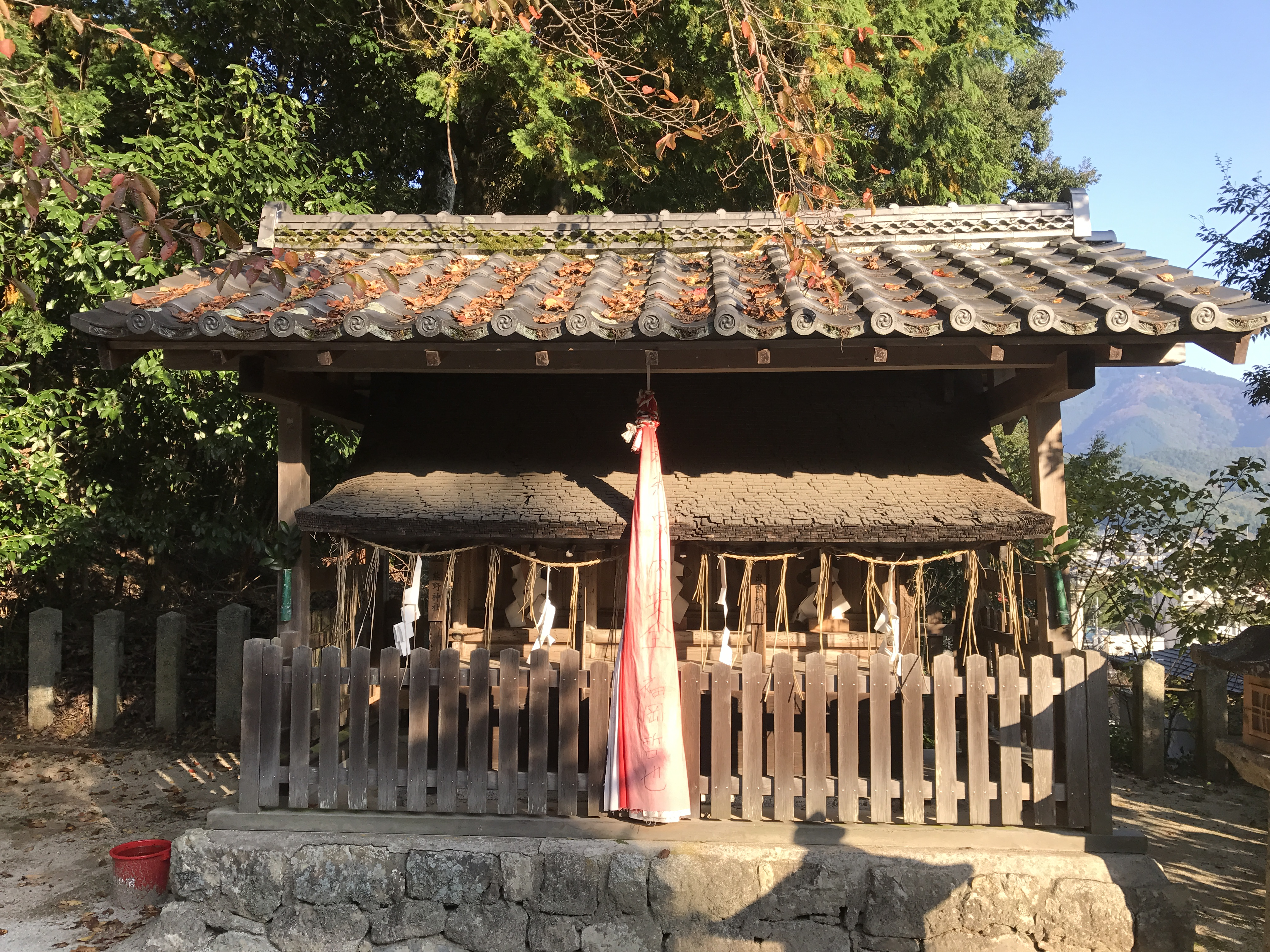
東末社（左から熊野社・貴船社・出雲社）

### 御旅所
山住神社 - 祭神：石座大神
石座神社旧地。大雲寺に遷座した後は「山住の神」と号し、石座神社（八所・十二所明神）の御旅所と定められた。元禄12年（1701）に記された「大雲寺堂社旧跡纂要」には、以下のように記されている。

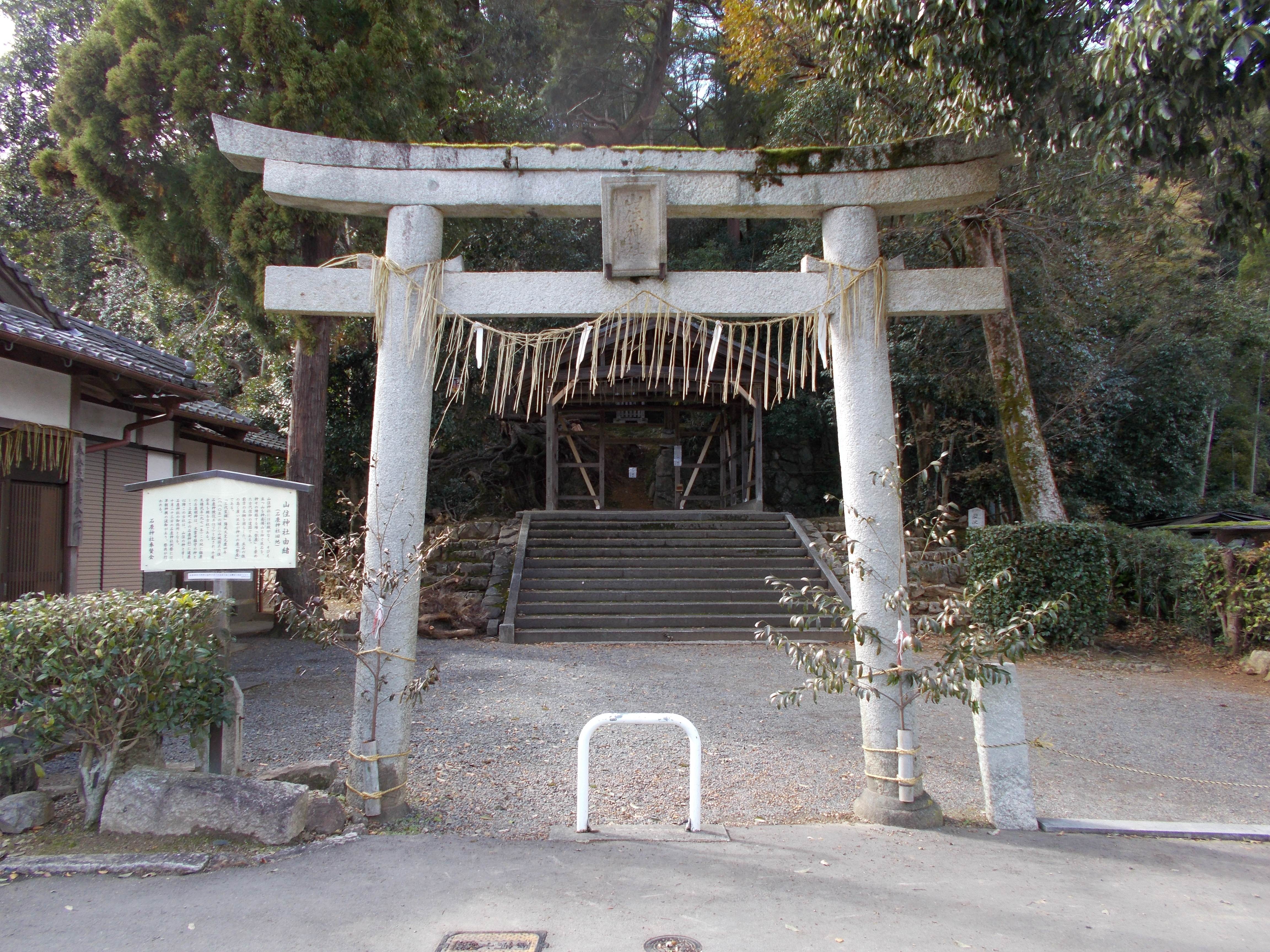
山住神社 鳥居
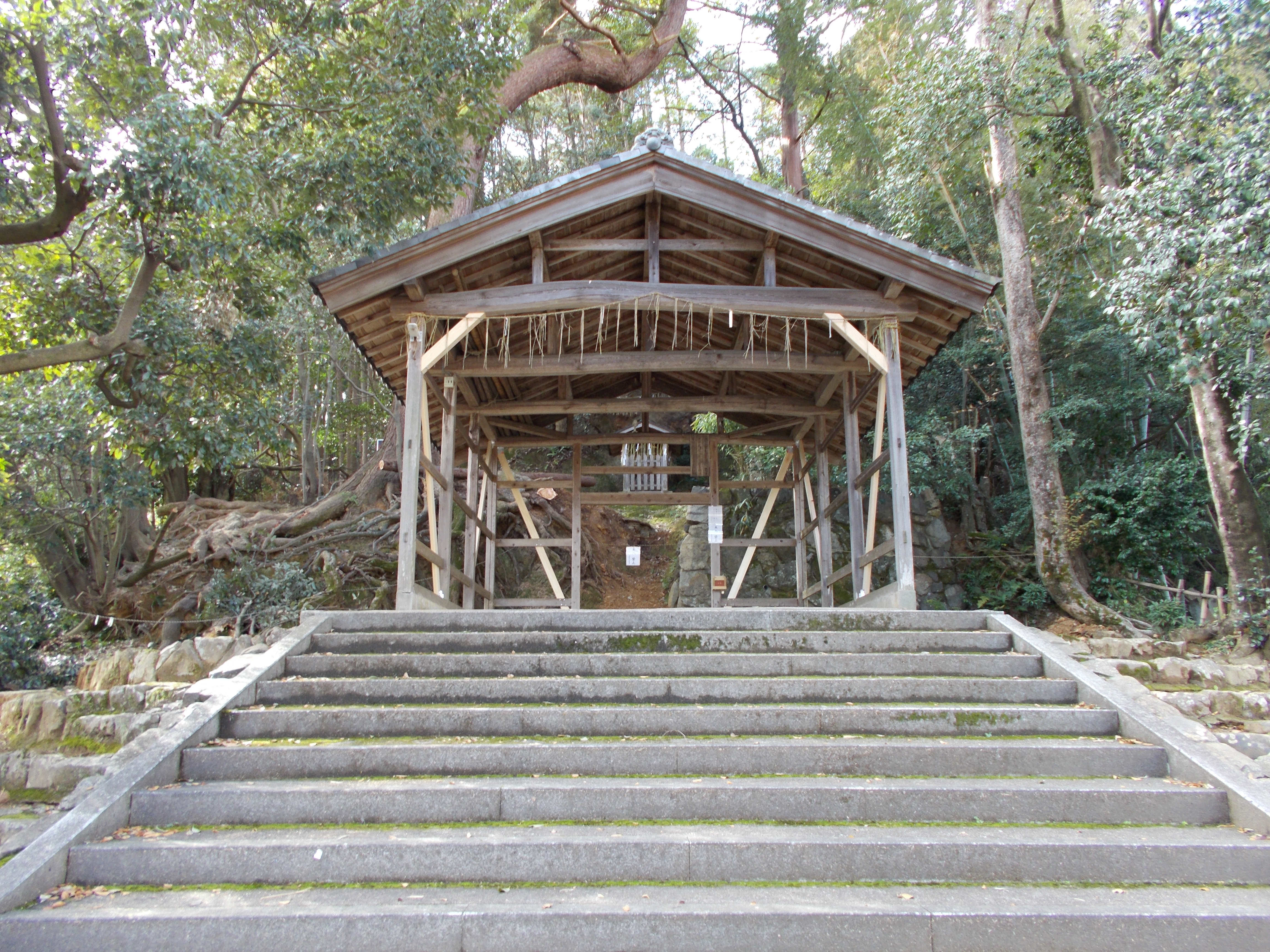
山住神社 拝殿
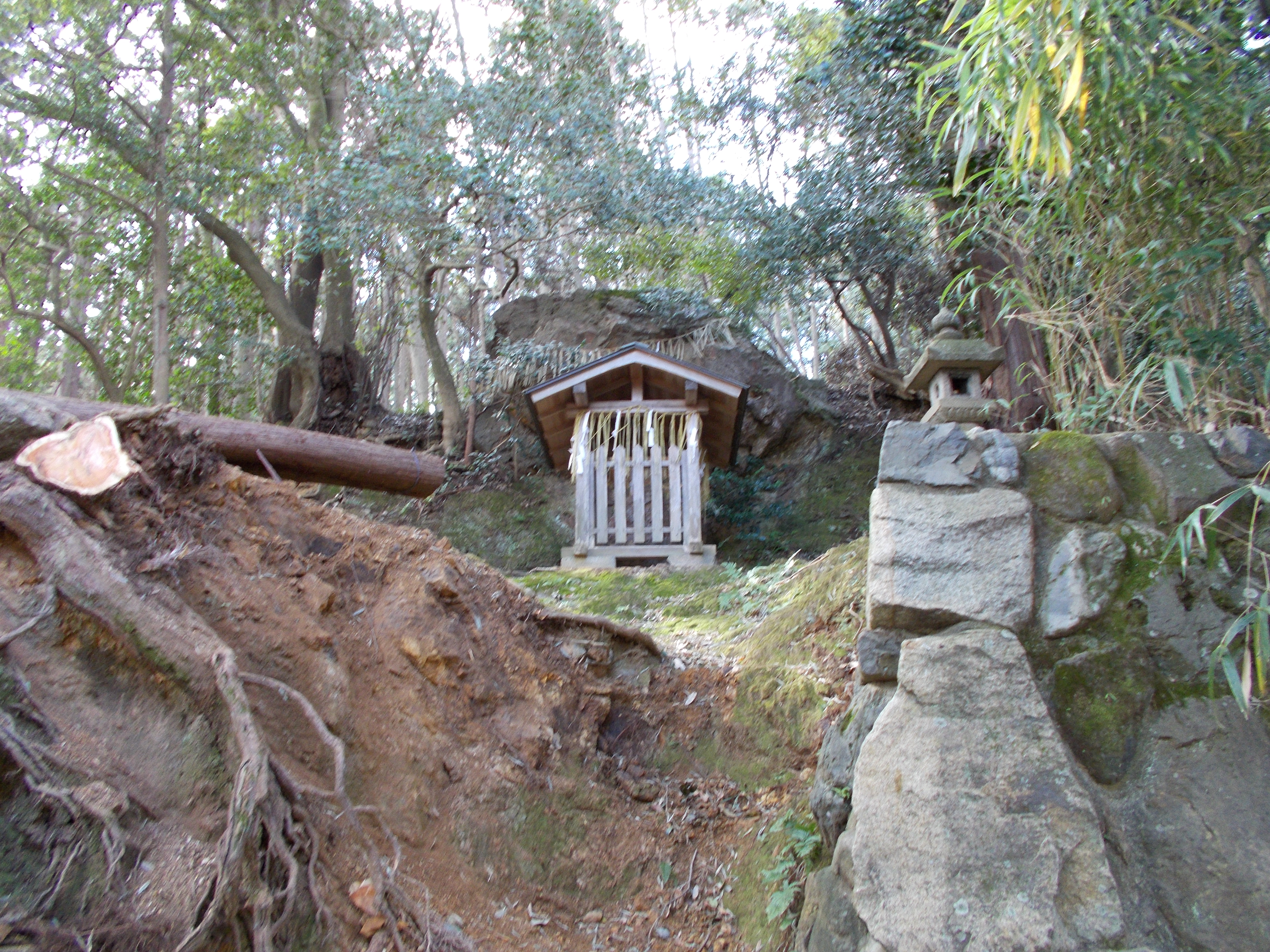
山住神社 磐座

## 祭事

### 松明の神事と神輿渡御
10月23日の秋祭は、その未明に行われる「松明の神事」から始まる。松明は雌雄の大蛇をかたどり、平年には12箇所、旧暦の閏年には13箇所に松明を結ぶ。松明の長さは約13 m、周囲が約2 mであるが、昔はさらに大きかったという。松明の神事は、「岩倉火祭」として、登録無形文化財に登録されている。　
2基の松明の製作は、中在地町と忠在地町の2町があたる。祭礼当日は、各町毎のトウヤ宅から、小松明・鉾・御供を持って石座神社に集まり、献饌・神事の後、境内の仮屋前に置かれた大松明が点火される。
祭のはじめ、神輿は神楽殿に遷され、そこから神が祭をご覧になる。神前の燈火をいただき、松明の左から右へ火を転じ、燃え尽きた午前4時半頃に子供神輿のみが村松町を経由して、中在地・西河原・忠在地・上蔵・下在地の5町を巡り、御旅所の山住神社へ向かう。午前5時頃に大人神輿が、5町を巡り山住神社へと向かう。そして午後2時頃に山住神社を出て、石座神社に還る。

### 松明の神事の由来
昔、岩倉に2匹の大蛇が現れて、人々や田畑に危害を加えた。人々はおおいに苦しみ、大蛇の退去を願って様々な手法を用いても効果がない。神に祈っても無駄で途方に暮れていた。石座大明神に訴えたある夜、夢枕に老いた尼が立ち、「神火をもちて向え」と教授したという。夢が覚めて神前の燈火をうつして大蛇に対すると、大蛇は後ずさりしつつ、遂にいずれかへ逃げ去ったという。現在、雌雄の大蛇をかたどった松明を燃やす神事は、大蛇退治の模式であるという。

## 文化財

### 京都市登録有形文化財
- 本殿西殿
- 本殿東殿

### 京都市指定無形民俗文化財
- 岩倉火祭

## 現地情報
所在地
- 京都府京都市左京区岩倉上蔵町302

交通アクセス
- 最寄駅：京都バス21系統（「国際会館駅」から）・京都バス24系統（「四条河原町」から） バス停「岩倉実相院」下車後、岩倉実相院山門前から北へ徒歩約2分